# Feels Like We Only Go Backwards
Singles de Tame Impala
Elephant (en)
(2012) Mind Mischief (en)
(2013)
Clip vidéo
[vidéo] « Feels Like We Only Go Backwards », sur YouTube
Feels Like We Only Go Backwards est une chanson du groupe de rock psychédélique australien Tame Impala. Il s'agit du septième morceau de leur album de 2012, Lonerism. Il est sorti en tant que single le 1er octobre 2012. Il présente des illustrations de l'artiste australien Leif Podhajsky, qui a également créé les illustrations du premier album de Tame Impala, Innerspeaker. Dans une interview avec Rick Rubin pour le podcast Broken Record, Kevin Parker a déclaré qu'il avait écrit Feels Like We Only Go Backwards après avoir été inspiré par Walk in the Park de Beach House.

## Clip musical
Le clip a été réalisé par Joe Pelling et Becky Sloan,, mieux connus en tant que créateurs de la web-série Don't Hug Me I'm Scared. Le clip est composé de visuels psychédéliques animés avec de l'argile.

## Réception
Pitchfork l'a nommé 7e meilleur titre de 2012 et a dit de la piste : « cela fera exploser votre cerveau dans ses recoins les plus purement joyeux et les moins cyniques ». Le même site Web l'a également classé n° 192 sur leur liste des 200 meilleures chansons des années 2010. Il s'est classé neuvième sur le Triple J Hottest 100 de 2012.

## Utilisation
Le titre a été utilisé pour promouvoir le programme TV chilien de la chaîne Vía X Moov.
Le podcast sportif irlandais Second Captains a utilisé la chanson comme thème musical pour sa couverture de la Coupe du monde de football 2014.
Une version collaborative de la chanson avec le rappeur américain Kendrick Lamar est présente dans la bande son du film Divergente. 

## Reprises
Feels Like We Only Go Backwards a été interprété par plusieurs artistes, dont Hungry Kids of Hungary, Arctic Monkeys (dans Triple J), Say Lou Lou et Foster the People.

## Classements et certifications
| Classement (2012-14)            | Meilleure position |
| ------------------------------- | ------------------ |
| Belgique (Flandre Ultratip 100) | 67                 |
| États-Unis (Alternative Songs)  | 37                 |
| Mexique (Inglés Airplay)        | 34                 |

| Classement (2019) | Position |
| ----------------- | -------- |
| Portugal (AFP)    | 1428     |

### Certifications
| Pays                                                                       | Certification | Ventes certifiées |
| -------------------------------------------------------------------------- | ------------- | ----------------- |
| Australie (ARIA)                                                           | Platine       | 70 000‡           |
| États-Unis (RIAA)                                                          | Or            | 500 000‡          |
| Royaume-Uni (BPI)                                                          | Argent        | 200 000‡          |
| xNon précisé par la certification ‡ventes/streaming selon la certification |               |                   |